# Aquilino Bocos Merino
Aquilino Bocos Merino, CMF (Canillas de Esgueva, 17 de maig de 1938) és un religiós catòlic espanyol. El 20 de maig de 2018 el Papa Francesc anuncià la seva incorporació al Col·legi cardenalici.

## Biografia
Boscos va néixer el 17 de maig de 1938 a la localitat val·lisoletana de Canillas de Esgueva. Va ingressar al postulentat claretià de Segòvia als 12 anys, fent el noviciat a Ciudad Real, on realitzà la seva primera professó el 15 d'agost de 1956. Després d'estudiar filosofia a Sigüenza (1956-57) i a Segòvia (1957-59), realitzà els seus vots perpetus el 15 d'agost de 1959. A continuació, estudià teologia a La Calzada (1959-60) i Salamanca (1960-63), sent ordenat prevere el 23 de maig de 1963.

### Càrrecs desenvolupats
Durant el curs 63-64 donà classes de filosofia a Segòvia, traslladant-se després a Salamanca. Allà passà tres anys com a prefecte de filòsofs i teòlegs dels Missioners Libanesos Marianistes, i sis més com a prefecte de teòlegs claretians a Salamanca i Madrid. Durant la seva estada a Salamanca va obtenir la seva llicenciatura per la Universitat Pontifícia i una diplomatura a l'Escola Superior de Psicologia.
En arribar a Madrid va realitzar els cursos de docència en Teologia de la Vida Religiosa, s'encarregà de la revista «Vida religiosa» i treballà en la fundació de l'Institut de Vida Religiosa, del que va ser sotsdirector durant 8 anys. Durant tres anys va ser director de l'Escola de Formació Teològico-Catequètica «Regima Apostolorum». Organitzà la IX Setmana Nacional de Reflexió per a Religiosos i Religioses.
El 1991 va ser elegit superior general de la Congregació Claretiana, càrrec per al que va ser reelegit fins al 2003. Durant la seva etapa com a superior, la congregació s'expandí a nous països, especialment a l'Àsia, Àfrica i l'Europa Oriental. Entre 1991 i 2003 va ser membre del Consell de la Unió de Superiors Generals, i de 1991 a 1997 va ser membre del Consell dels 16 de la CICLSAL. Va ser nomenat el 1994 pel Papa Joan Pau II membre de la Congregació vaticana per a Religiosos, i confirmat per a cinc anys més el 1999. Participà en el Sínode sobre la Vida Consagrada l'any 1994 i a la II Assemblea Especial dels Bisbes per a Europa el 1999.

### Cardenalat
El 20 de maig de 2018, en acabar la pregària de la plaça de Sant Pere, el Papa Francesc anuncià el nomenament de nous cardenals, entre els quals es troba Bocos, en un consistori a celebrar el 29 de juny següent. En haver superat els 80 anys, no tindrà drets electorals en cas d'un futur conclave.
La consagració episcopal de monsenyor Bocos, nomenat arquebisbe titular d'Urusi, va tenir lloc el 16 de juny de 2018 a la parròquia de sant Antoni Maria Claret de Madrid, actuant com a consagrant el cardenal Fernando Sebastián i com a consagrants els arquebisbes de Madrid i Valladolid, cardenals Osoro i Blázquez respectivament.